# جاستن بايارد (رواية)
رواية جاستن بايارد (بالإنجليزية: Justin Bayard)‏ هي رواية للكاتب الأسترالي جون كليري. نشرت عام 1955.
تدور أحداثها حول رجل شرطة يعمل في منطقة كيمبرلي.